# Винрут, Ричард
Ричард Винрут (англ. Richard Vinroot) — государственный и политический деятель Соединённых Штатов Америки. Член Республиканской партии США, с 1991 по 1995 год являлся мэром Шарлотта.

## Биография
Родился 14 апреля 1941 года в Шарлотте, штат Северная Каролина в семье эмигрантов из Швеции. Окончил среднюю школу в округе Мекленберг, Северная Каролина, был капитаном футбольной и баскетбольной команд. Активно участвовал в скаутском движении округа.
В 1963 году окончил Университет Северной Каролины в Чапел-Хилл с ученой степенью в области делового администрирования, в ходе учёбы продолжал заниматься активной общественной деятельностью и игрой в баскетбол. В 1966 году получил диплом по юриспруденции в этом же университете. После окончания учёбы добровольцем записался в Армию США и отправился воевать во Вьетнам, где был награждён Бронзовой звездой. По возвращении из Вьетнама Ричард Винрут присоединился к одной из юридических фирм Шарлотта, специализирующейся на корпоративных судебных процессах и став со временем старшим партнером. С 1983 года по 1991 год являлся членом Городского совета Шарлотта. В 1991 году он был избран мэром Шарлотта в 1991 году и был переизбран в 1993 году.
Осенью 1999 года Ричард Винрут вместе с друзьями открыли школу для малоимущих семей в одном из беднейших районов Шарлотта, где стали обучаться около 500 учеников, в основном афроамериканцев, родители которых были разочарованы методами обучения в государственных школах. Школа Ричарда Винрута уделяет большое внимание воспитанию молодежи, строгой дисциплине, более продолжительным занятиям в течение дня и оплате учителей на основе их показателей.